# Ryssetjärnen, Lappland
Ryssetjärnen är en sjö i Storumans kommun i Lappland och ingår i Umeälvens huvudavrinningsområde. Sjön har en area på 0,098 kvadratkilometer och ligger 521,1 meter över havet.

## Delavrinningsområde
Ryssetjärnen ingår i det delavrinningsområde (725905-153718) som SMHI kallar för Mynnar i Starrtjärnen. Medelhöjden är 528 meter över havet och ytan är 1,18 kvadratkilometer. Det finns ett avrinningsområde uppströms, och räknas det in blir den ackumulerade arean 8,1 kvadratkilometer. Akkabäcken som avvattnar avrinningsområdet har biflödesordning 4, vilket innebär att vattnet flödar genom totalt 4 vattendrag innan det når havet efter 319 kilometer. Avrinningsområdet består mestadels av skog (92 procent). Avrinningsområdet har 0,1 kvadratkilometer vattenytor vilket ger det en sjöprocent på 8,3 procent.